# V.Z.W. (televisieprogramma)
V.Z.W. (afkorting voor 'Vereniging Zonder Winstoogmerk') was een Vlaams quizprogramma dat van 1994 tot 1999 op BRTN TV2 liep en gepresenteerd werd door Herman Van Molle. Het uitgaanspunt was dat winnen of verliezen niet van belang was. Het format werd bedacht door Van Molle en regisseur-producer Dick Verbesselt.

## Het spel
De quiz bestaat uit drie delen. Twee individuele ronden en een gemeenschappelijk eindspel. In de individuele ronde krijgt elke speler twaalf stellingen voorgeschoteld. Daarop moet met "Ja" of "Nee" geantwoord worden. Per goed antwoord krijgt de speler een jeton.
In het eindspel spelen de kandidaten tegen elkaar. Er worden vijf vragen gesteld. Iedere vraag is onderverdeeld in negen 'vakjes' met antwoordmogelijkheden. Die verschijnen op een scherm in de speeltafel. Bij de eerste twee vragen zijn er twee antwoordmogelijkheden die er niet bijhoren. Bij de vragen drie en vier zijn er telkens drie foute antwoorden. De laatste vraag heeft vier foute antwoorden. De spelers zetten op evenveel antwoorden in als er mogelijkheden zijn. De kandidaten beslissen zelf hoeveel jetons ze inzetten.
De quizmaster evalueert de antwoorden van de gasten. Bij een juist antwoord verdubbelt hij het aantal jetons dat op die mogelijkheid werd ingezet. Bij een fout antwoord neemt de quizmaster het aantal ingezette jetons van het bord.
Iedere speler krijgt op het einde van het spel dezelfde prijs: een kunstwerk van een bekend Belgisch kunstenaar dat in opdracht van de programmamakers werd gemaakt. De spelers zijn bekende Vlamingen of Nederlanders die elkaar niet of nauwelijks kennen. Het is een televisiespel dat tegen de trend ingaat dat alles sneller, nerveuzer en flitsender moet zijn. Er moet nergens op een knop geduwd worden en er zijn ook geen luide jingles "die de kandidaten een hartstilstand kunnen bezorgen". Het is integendeel een rustig, gezellig familiespel, waar tijd is om de gasten te leren kennen en waar er over de vragen nagekaart kan worden. Het is een soort 'praatspel'.
Bekende gasten waren onder anderen Bram Vermeulen, Jacques Rogge, Astrid Joosten en Herr Seele. Jan Van Riet, Fred Bervoets en Roger Raveel zorgden voor de originele zeefdrukken en litho's.